# Parafia św. Wojciecha Biskupa i Męczennika w Broniewie
Parafia Świętego Wojciecha Biskupa i Męczennika w Broniewie – parafia rzymskokatolicka, znajdująca się w diecezji włocławskiej, w dekanacie radziejowskim.